# Dwinabusen
Der Dwinabusen (russisch Двинская губа Dwinskaja guba; auch Dwinabucht) ist eine Meeresbucht des Weißen Meeres in Nordwestrussland.

## Geografie
Der Dwinabusen ist neben dem Onegabusen, dem Mesenbusen und der Kandalakscha-Bucht eine der vier großen Buchten des Weißen Meeres. Im Westen wird der Dwinabusen durch die Onega-Halbinsel und im Osten durch das an der Küste steil ansteigende Weiße Meer-Kuloi-Plateau (Беломорско-Кулойского плато) begrenzt. In den 93 Kilometer langen und 130 Kilometer breiten Busen erstreckt sich das Mündungsdelta des Flusses Nördliche Dwina, in welchem sich zahlreiche teilweise bewohnte Eilande befinden. An den Ufern des Dwinadeltas liegen die beiden großen Hafenstädte Archangelsk und Sewerodwinsk.

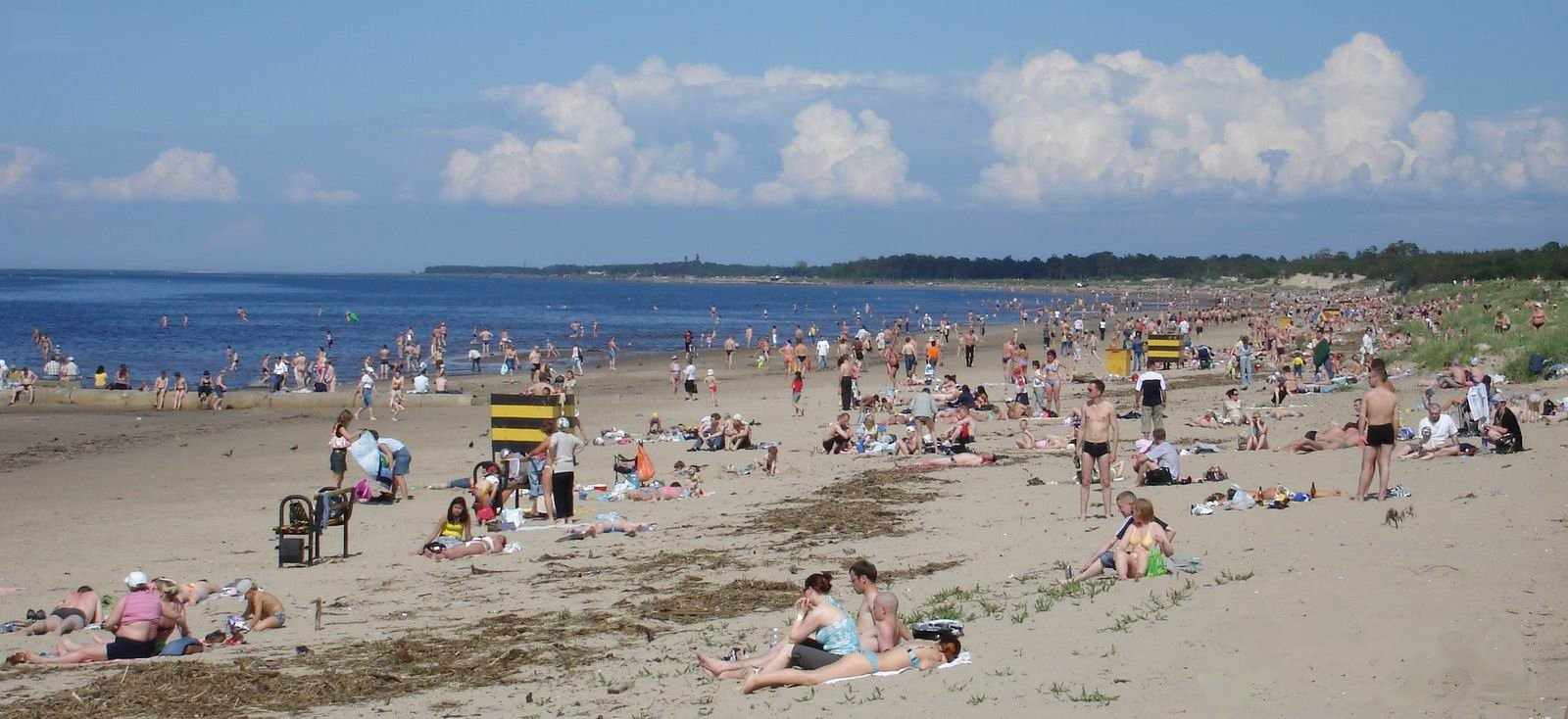
Küste der Insel Jagry in Sewerodwinsk

Die durchschnittliche Wassertiefe des Dwinabusens beträgt zwischen 15 und 22 m. Die größte Wassertiefe, im Nordwesten des Busens, ist 120 m. Der Tidenhub liegt bei etwa 1,4 m. Im Sommer erwärmt sich das Wasser des Dwinabusens auf bis zu 12 °C, wodurch der Busen der wärmste Bereich des Weißen Meeres ist. Im Winter friert der Busen für mehrere Monate zu.
Auf Verwaltungsebene gehört der Dwinabusen mit Ausnahme der Städte Sewerodwinsk und Archangelsk zum Rajon Primorsk der Oblast Archangelsk. Der westliche Küstenabschnitt des Busens, der ausgehend vom Dwinadelta die Küste der Onega-Halbinsel bis Mys Uchtnawolok (Мыс Ухтнаволок) umfasst, wird als Letni bereg (Летний берег, zu deutsch Sommerküste) bezeichnet. Der gegenüberliegende östliche Küstenabschnitt ausgehend vom Dwinadelta entlang der Küste des Weißen-Meer-Kuloi-Plateaus bis nach Mys Woronow (Мыс Воронов) wird als Simni bereg (Зимний берег, zu deutsch Winterküste) bezeichnet. Die Namen der Küsten spiegeln die Fischereigebiete der hier seit dem 12. Jahrhundert siedelnden Pomoren wider, welche im Sommer und Winter wechselten.